# Rita Mendes
Rita Mendes (Lisboa, 18 de Outubro de 1976) é apresentadora, blogger (Barriga Mendinha) e DJ portuguesa que atualmente trabalha também como coach na área dos relacionamentos e Famílias com dinâmicas não convencionais, baseada no Eneagrama. Também está ligada à macrobiótica. 

## Carreira
Na área da comunicação, foi apresentadora dos marcantes programas de televisão Portugal Radical e Curto Circuito, passando não só pela SIC, mas também pela RTP, CNL e NTV noutros tantos projectos.
Teve incursões como actriz em curtas-metragens e séries de televisão e dedicou-se também ao teatro não só como actriz, mas também como autora e produtora. Manteve colaborações e programas nas estações de rádio Super FM, Antena 3 e também Nova Era, do Porto.
Para além do DJing e da televisão, trabalhou na área da comunicação e como relações-públicas com o seu próprio gabinete e, através dele, tem estado envolvida com e em alguns projectos, marcas e conceitos de Portugal. Tem um blog de sucesso chamado Barriga Mendinha e trabalha como cronista em projetos na plataforma SAPO.
Atualmente é comentadora do programa TVI Extra, da TVI,  e trabalha também em vendas diretas, promovendo os adesivos x39, da empresa LifeWave, que se baseiam em pseudociência. Em 2025, esta última atividade valeu a Rita Mendes - em conjunto com a LifeWave e outra figura pública portuguesa, Mafalda Rodiles - uma nomeação para os prémios satíricos Unicórnio Voador, da Comcept, na categoria O Rei Vai Nu, alegando a Comcept que os adesivos em questão "[se tornaram] na nova reencarnação das pulseiras do equilíbrio, alegando vários benefícios de saúde com base numa suposta tecnologia de luz e “nanocristais”.

## Família
Filha de Maria Clara Petra e Mário Mendes e irmã de Mariana Petra Mendes. É divorciada. A 11 de Outubro de 2010, nasce o seu primeiro filho, Afonso Luz. Dois anos depois, a 29 de Outubro de 2012, nasce a filha Matilde Estrela. A 25 de Agosto de 2021, nasce o seu terceiro filho Duarte Sol, fruto da relação com Gui de Campos Luís.

## Filmografia
- Telefona-me! (2000), de Frederico Corado